# خانه متولی‌زاده
خانه متولی زاده مربوط به دوره قاجار است و در یزد، خیابان سلمان فارسی، کوچه سیحون، پ۵۷ واقع شده و این اثر در تاریخ ۲۲ مرداد ۱۳۸۴ با شمارهٔ ثبت ۱۳۰۳۸ به‌عنوان یکی از آثار ملی ایران به ثبت رسیده است.